# Vladimír Malý
Vladimír Malý (ur. 27 czerwca 1952) – reprezentujący Czechosłowację lekkoatleta, który specjalizował się w skoku wzwyż.
Na początku międzynarodowej kariery zajął w 1970 roku piątą lokatę podczas mistrzostw Europy juniorów w Paryżu. Rok później zadebiutował na halowych mistrzostwach Europy zajmując odległe miejsce w finale. W dwóch kolejnych startach w imprezie tej rangi (Grenoble 1972 i Rotterdam 1973) zajmował piąte i dziesiąte miejsce. Latem 1973 roku zwyciężył w uniwersjadzie. W 1974 zdobył brązowy medal halowych mistrzostw Europy oraz także brąz na letnich mistrzostwach Starego Kontynentu. Złoty medalista mistrzostw Czechosłowacji.
28 czerwca 1974 w Pradze ustanowił wynikiem 2,22 m rekord Czechosłowacji, rezultat ten przetrwał jako rekord kraju do 1978.

## Osiągnięcia
| Rok  | Impreza                     | Miejsce   | Pozycja     | Wynik |
| ---- | --------------------------- | --------- | ----------- | ----- |
| 1970 | Mistrzostwa Europy juniorów | Paryż     | 5. miejsce  | 2,04  |
| 1971 | Halowe mistrzostwa Europy   | Sofia     | 16. miejsce | 2,05  |
| 1972 | Halowe mistrzostwa Europy   | Grenoble  | 5. miejsce  | 2,17  |
| 1973 | Halowe mistrzostwa Europy   | Rotterdam | 10. miejsce | 2,14  |
| 1973 | Uniwersjada                 | Moskwa    | 1. miejsce  | 2,18  |
| 1974 | Halowe mistrzostwa Europy   | Göteborg  | 3. miejsce  | 2,17  |
| 1974 | Mistrzostwa Europy          | Rzym      | 3. miejsce  | 2,19  |
| 1975 | Halowe mistrzostwa Europy   | Katowice  | 1. miejsce  | 2,21  |
| 1976 | Halowe mistrzostwa Europy   | Monachium | 14. miejsce | 2,10  |